# António José Seguro
António José Martins Seguro (ur. 11 marca 1962 w Penamacor) – portugalski polityk, parlamentarzysta krajowy, poseł do Parlamentu Europejskiego (1999–2001), minister (2001–2002), w latach 2011–2014 sekretarz generalny Partii Socjalistycznej.

## Życiorys
Studiował stosunki międzynarodowe, uzyskał magisterium z nauk politycznych w instytucie ISCTE-IUL. Został nauczycielem akademickim, w tym profesorem na Universidade Autónoma de Lisboa.
Zaangażował się w działalność Partii Socjalistycznej i jej organizacji młodzieżowej. W latach 1990–1994 zajmował stanowisko jej sekretarza krajowego. Od 1985 do 1987 i od 1991 do 1999 był deputowanym do Zgromadzenia Republiki IV, VI i VII kadencji. W latach 1986–1993 zasiadał w radzie miejskiej Penamacor, następnie do 1995 był jej przewodniczącym. Pełnił funkcję sekretarza stanu ds. młodzieży (1995–1997) i następnie sekretarza stanu przy wicepremierze (do 1997).
W wyborach w 1999 uzyskał mandat posła do Parlamentu Europejskiego V kadencji. Należał do grupy socjalistycznej (jako jej wiceprzewodniczący), pracował m.in. w Komisji Rolnictwa i Rozwoju Obszarów Wiejskich.
Z Europarlamentu odszedł w związku z objęciem stanowiska ministra delegowanego w rządzie Antónia Guterresa, które zajmował w latach 2001–2002. W tym samym roku, a także w latach 2005, 2009 i 2011 był ponownie wybierany do krajowego parlamentu IX, X, XI i XII kadencji. Po przegranych przez socjalistów wyborach krajowych w lipcu 2011 został wybrany na sekretarza generalnego PS. Pełnił tę funkcję do 28 września 2014. Był też członkiem Rady Państwa, organu doradczego przy prezydencie.